# Оленьи рога

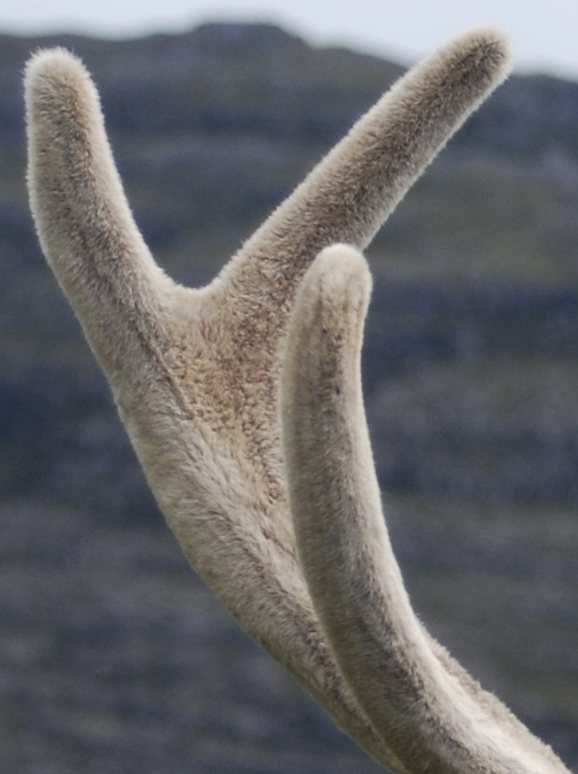

Оле́ньи рога́ — симметричные костные образования на наружной поверхности черепа представителей семейства оленевых.

## Общие сведения
У большинства видов данного семейства рога растут только у самцов; лишь у северных оленей рога растут и у самок, но по размерам они гораздо меньше. Их основными функциями являются увеличение вероятности для конкретного самца в результате победы в поединке с соперником спариться с самкой, а также привлечение самок как таковое и использование рогов в качестве средства нападения или защиты в борьбе с любыми вероятными противниками. Северные олени, кроме того, используют свои рога, чтобы устранять снег, мешающий им добраться до ягеля.
У многих видов оленевых умеренного пояса рога сбрасываются и отрастают заново каждый год; очередные рога формируются первоначально из хрящей, а затем обрастают костной тканью. Рост рогов напрямую зависит от метаболизма оленя: чем лучше он питается, тем быстрее рога отрастают и, соответственно, опадают, достигнув слишком большого размера. По частоте нахождения сброшенных рогов учёные могут определять доступную возможность сбора пищи для оленевых в той или иной местности. При этом в условиях тропического климата оленевые могут не сбрасывать рогов в течение нескольких лет, а в экваториальном поясе они не сбрасывают их вовсе. У лосей рога выступают в качестве дополнительного органа слуха.

## Использование человеком
Оленьи рога с доисторических времён используются человеком для изготовления орудий труда, оружия, украшений и игрушек. Рога благородных оленей часто использовались первобытными людьми для изготовления мотыг, а в странах Азии на протяжении тысяч лет из них делали лекарственные средства. Оленьи рога считаются также ценным охотничьим трофеем, и в XX веке охотничьими клубами были разработаны целые классификации рогов в зависимости от их трофейной ценности.